# Eejanaika
Eejanaika (ええじゃないか) is een vierdimensionale achtbaan in het Japanse attractiepark Fuji-Q Highland gelegen nabij de vulkaan Fuji.

## Algemene informatie
Eejanaika werd gebouwd door S&S Arrow en opende op 19 juli 2006. Eejanaika is de tweede vierdimensionale achtbaan die werd gebouwd na X in Six Flags Magic Mountain en overtreft X qua snelheid, hoogte en baanlengte.
Het woord Eejanaika kan worden vertaald als Is het niet geweldig? ((en)  Aint it great?).

## Record
Volgens het Guinness Book of World Records is Eejanaika met 14 inversies de achtbaan met de meeste inversies. Dit wordt door achtbaanenthousiastelingen echter betwist aangezien de rails zelf maar 2 keer over de kop gaat en de rest van de inversies door de rotatie van de stoelen wordt bereikt. De Roller Coaster DataBase erkent het record dan ook niet.

## Galerij

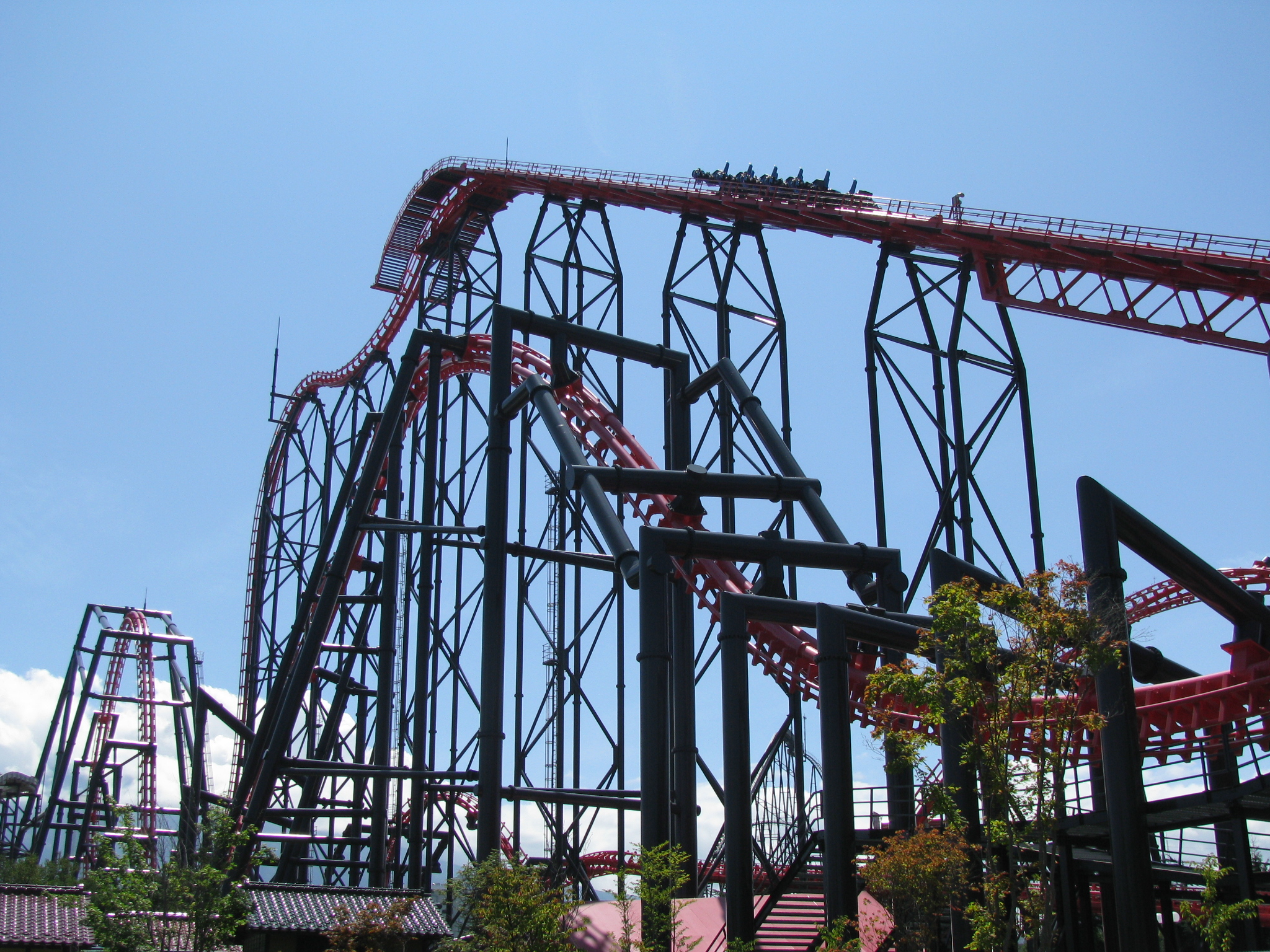
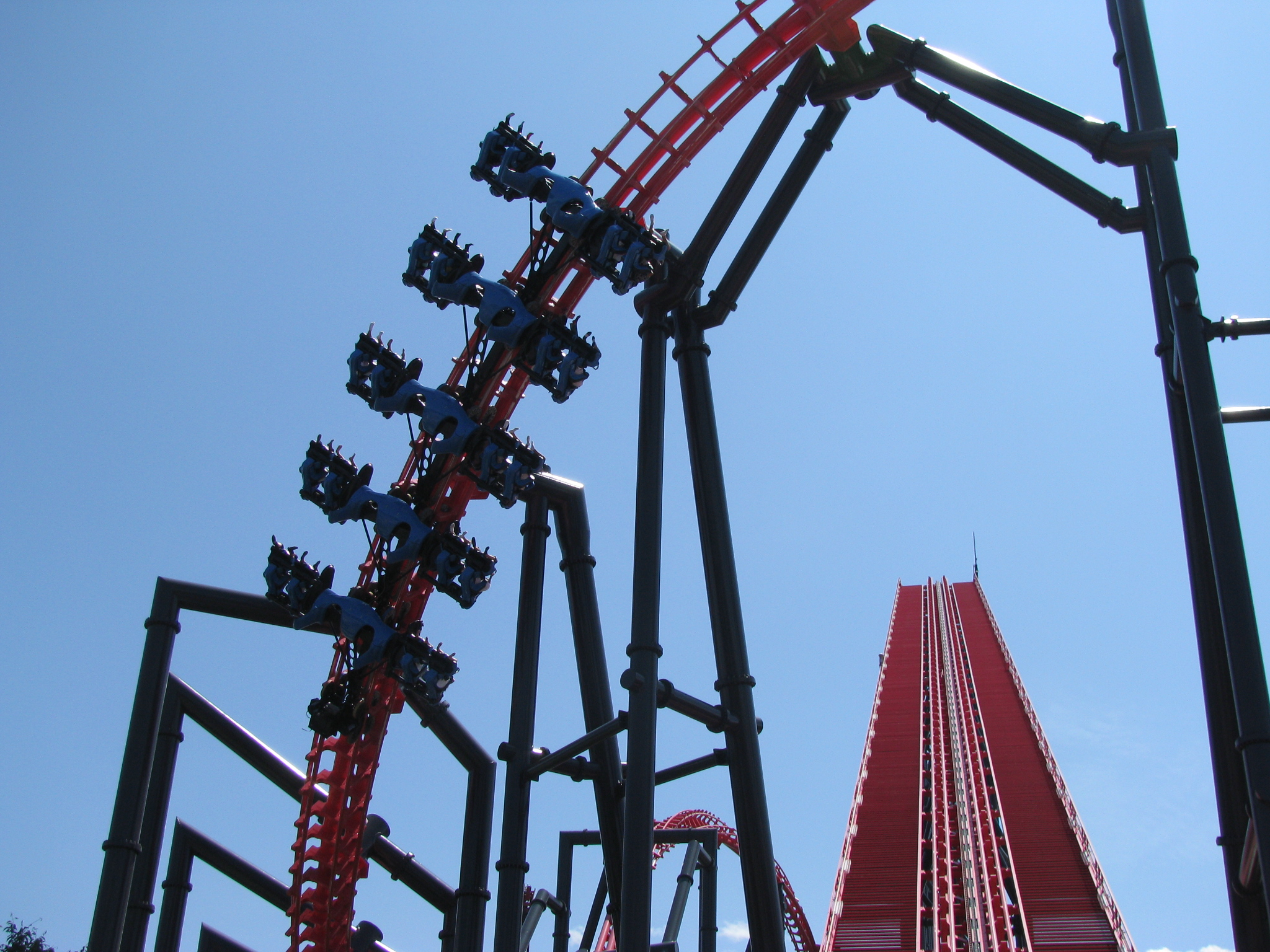